# Zolfo nativo
Lo zolfo nativo o zolfo-α è un minerale composto da solo zolfo.

## Abito cristallino

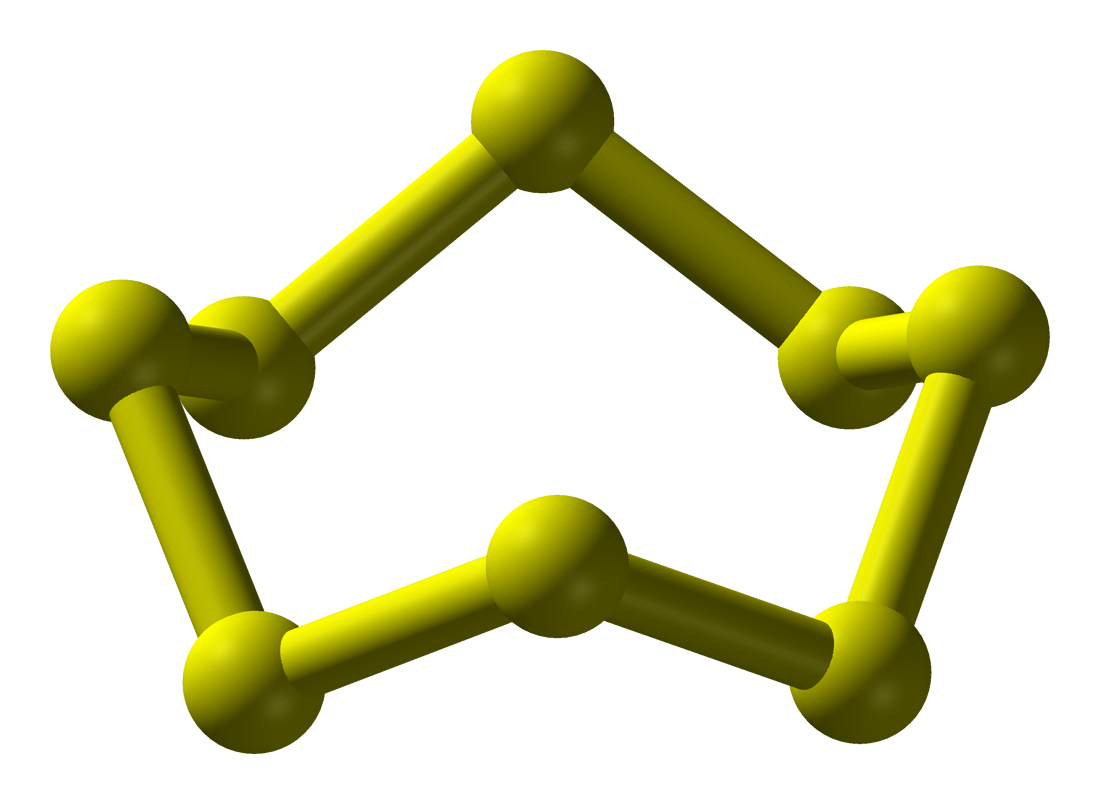
Struttura dello zolfo nativo: otto atomi di zolfo formano un anello che si coordina ad altri anelli formando una struttura compatta (non mostrata in figura).

Allo stato naturale è la sua forma α ortorombica, stabile sotto i 95 °C, ad essere nettamente prevalente, raramente si può rinvenire la forma zolfo-β monoclina di alta temperatura e la forma γ, detta rosickýite  che è metastabile.
Presenta una struttura formata da anelli costituiti da 16 celle formate da otto atomi. Gli anelli si uniscono tra loro, con legami deboli, formando molecole.

## Origine e giacitura
Si rinviene frequentemente in zone vulcaniche per evaporazione collegata alle attività termali.
Lo zolfo nativo si origina soprattutto per sublimazione dalle emissioni vulcaniche formando masse compatte o, più comunemente, depositi ed efflorescenze sulle pareti. 
La formazione di zolfo nativo può avvenire anche per opera di alcuni batteri che riducono i solfati soprattutto nei giacimenti di gesso.

## Forma in cui si presenta in natura
Normalmente si presenta in cristalli piramidali anche di notevoli dimensioni. Gli aggregati possono essere granulari, compatti, a volte con incrostazioni dal caratteristico giallo citrino quando il minerale è puro, fino al bruno e al nero.

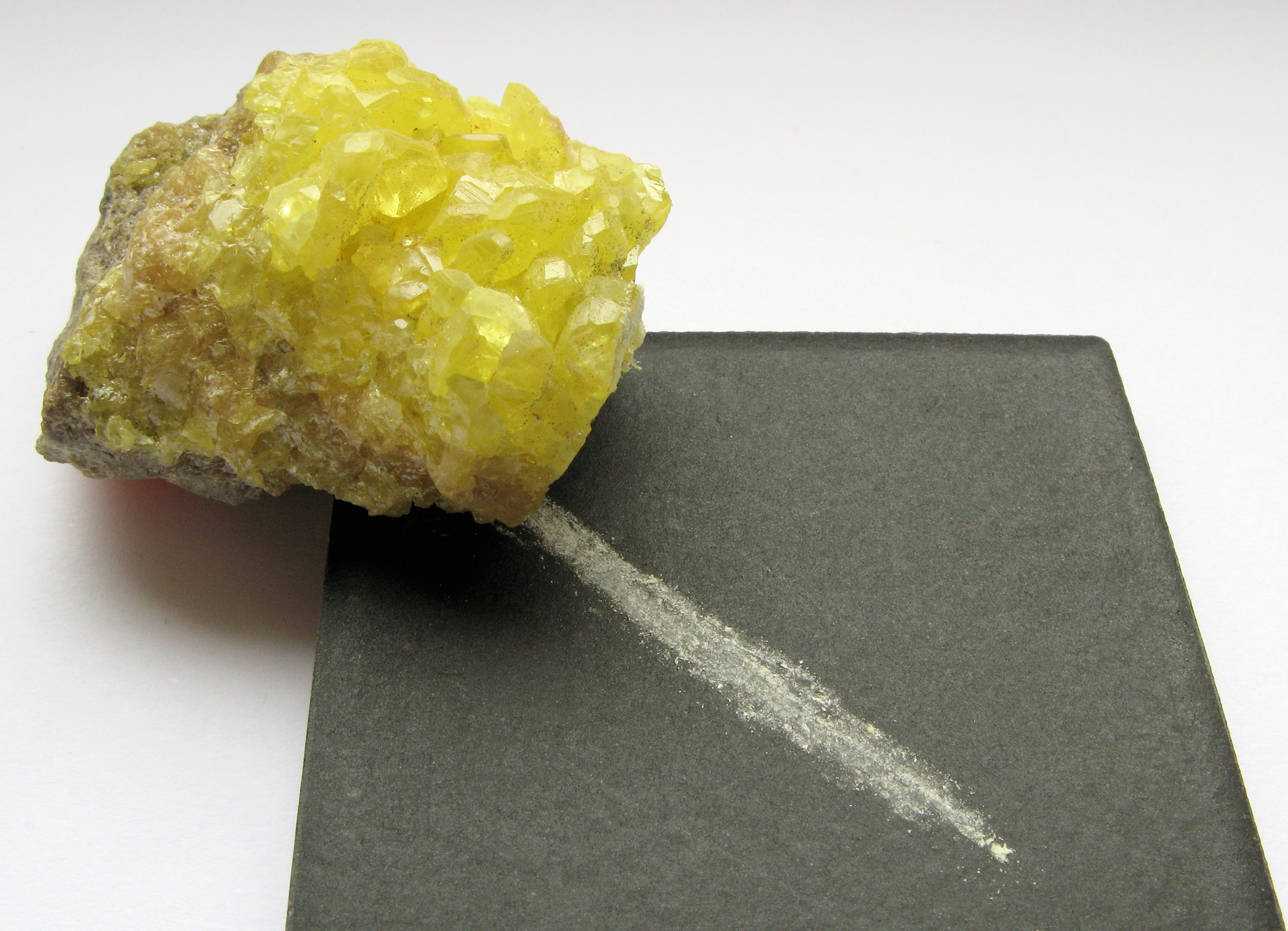
Striscio su porcellana dello zolfo nativo.

## Luoghi di provenienza
Sicilia; Texas, Louisiana (USA); Giappone; Indonesia.

## Impieghi del minerale
Lo zolfo è impiegato nella produzione di acido solforico e per la preparazione di prodotti antiparassitari.